# تیگران گاسپیان
تیگران ولادیمیری گاسپیان (ارمنی: Տիգրան Վլադիմիրին Գսպեյան؛ زادهٔ ۱۲ اکتبر ۱۹۶۹) یک بازیکن فوتبال در پست مدافع (فوتبال) اهل ارمنستان است.

## باشگاهی
از باشگاه‌هایی که در آن بازی کرده‌است می‌توان به باشگاه فوتبال آرارات ایروان، باشگاه فوتبال اربونی، باشگاه فوتبال آراکس آرارات، باشگاه فوتبال زوارتنوتس-ای‌ای‌ال، باشگاه فوتبال آرارات ایروان، باشگاه فوتبال آرارات تهران، باشگاه فوتبال شیراک، باشگاه فوتبال ایروان یونایتد و باشگاه فوتبال اولیس اشاره کرد.

## تیم ملی
وی همچنین در تیم ملی فوتبال ارمنستان بازی کرده‌است. نخستین بازی ملی خود را که یک بازی دوستانه بود در ۱۵ مه ۱۹۹۴ در فولرتون، کالیفرنیا در مقابل تیم ملی فوتبال ایالات متحده آمریکا انجام داده‌است.
| تیم ملی                 | سال    | حضورها | گل‌ها |
| ----------------------- | ------ | ------ | ---- |
| تیم ملی فوتبال ارمنستان | ۱۹۹۴   | ۳      | ۰    |
| تیم ملی فوتبال ارمنستان | ۱۹۹۵   | ۴      | ۰    |
| تیم ملی فوتبال ارمنستان | ۱۹۹۶   | ۱      | ۰    |
| تیم ملی فوتبال ارمنستان | ۱۹۹۷   | ۴      | ۰    |
| تیم ملی فوتبال ارمنستان | ۱۹۹۸   | ۱      | ۰    |
| مجموعا                  | مجموعا | ۱۳     | ۰    |